# Moro Mandjouf Sidibé
 (octobre 2020).
Pour les articles homonymes, voir Sidibé.
Moro Mandjouf Sidibé né le 1er mai 1951 à Conakry, est un médecin et personnalité politique guinéen.
Il est le candidat de l'Alliance des forces du changement (AFC) aux élections présidentielles du 2020 en Guinée.

## Parcours professionnel
Il commence son parcours à l’hôpital préfectoral de Fria puis au CHU Ignace Deen avant de s’exiler en France en 1982.
Après 10 ans d’exercice en France, il retourne en Guinée en 1998.
Entre 2006 et 2010, il est directeur général de l’entreprise VIENTOSUR, cumulativement à partir de 2009 ambassadeur itinérant près du président de la république de Guinée jusqu'en 2010.
Il est conseiller chargé de mission à la force africaine en attente d'Addis-Abeba de 2012 en 2014 et cumulativement CEO de l’entreprise Winkon Trade  Automobile (WTA) de 2011 à nos jours.

## Parcours politique
Il a été designer président de UDIR le 29 août 2020 pour les élections présidentielle du 18 octobre 2020.

## Vie privée
Il est marié et père de six enfants.